# Vulkan
Vulkan es una API multiplataforma para el desarrollo de aplicaciones con gráficos 3D. Fue anunciada por primera vez en la GDC de 2015 por el Khronos Group. Inicialmente, fue presentada por Khronos como "la iniciativa OpenGL de próxima generación", pero luego el nombre fue descartado, quedando Vulkan como definitivo.
Vulkan está basado en Mantle, otra API de la empresa AMD, cuyo código fue cedido a Khronos con la intención de generar un estándar abierto similar a OpenGL, pero de bajo nivel.
Su principal característica es que puede aprovechar la cantidad de núcleos presentes en el procesador principal de las PC, incrementando drásticamente el rendimiento gráfico. En ese sentido, es muy similar a DirectX 12, su competidor directo, que solo funciona en Windows 10. A diferencia de la API de Microsoft, Vulkan puede funcionar en una amplia gama de plataformas, incluidas Windows 7, Windows 8, Windows 10, Android y Linux. Pese a no existir versiones oficiales para MacOS e IOS debido a las políticas restrictivas de Apple, se ha creado una versión no oficial para estas plataformas.
Así mismo, el ingeniero de Nvidia Martin Thomasha, recientemente ha creado unos drivers para la tarjeta gráfica VideoCore IV, que llevan las Raspberry Pi ( https://twitter.com/0martint/status/1274012749174013954?s=20 )

## Características

OpenGL y Vulkan son API de renderizado, en ambos casos, la GPU ejecuta shaders mientras que la CPU ejecuta todo lo demás.

Vulkan está destinado a proporcionar una variedad de ventajas sobre otras API, así como su predecesor, OpenGL. Vulkan ofrece una menor sobrecarga, un control más directo sobre la GPU y un menor uso de la CPU. El concepto general y conjunto de características de Vulkan es similar a Directx 12, Metal y Mantle.
Las ventajas previstas de Vulkan sobre las API de generación anterior incluyen:
- Vulkan es ideal para tarjetas gráficas de alta gama, así como para hardware de gráficos en dispositivos móviles (OpenGL tiene un subconjunto específico para dispositivos móviles llamado OpenGL ES, sigue siendo una API alternativa en dispositivos compatibles con Vulkan).

- A diferencia de Directx 12, Vulkan está disponible en múltiples sistemas operativos modernos; al igual que OpenGL, la API de Vulkan no está disponible solo para un sistema operativo específico. A partir del lanzamiento, Vulkan se ejecuta en Android, Linux, Tizen, Windows 7, Windows 8 y Windows 10, Windows 11 (también está disponible el soporte de terceros para iOS y macOS).

- Reducción de la sobrecarga del controlador, reduciendo las cargas de trabajo de la CPU.

- Carga reducida en las CPU mediante el uso de procesamiento por lotes.

- Mejor escalamiento en CPU multi-core. Directx 11 y OpenGL 4 se diseñaron inicialmente para su uso con CPU de un solo núcleo y solo recibieron aumentos para ser ejecutados en núcleos múltiples. Incluso cuando los desarrolladores de aplicaciones usan los aumentos, la API regularmente no se escala bien en núcleos múltiples.

- OpenGL utiliza el lenguaje de alto nivel GLSL para escribir shaders lo que obliga a cada controlador OpenGL a implementar su propio compilador para GLSL que se ejecuta en el tiempo de ejecución de la aplicación para traducir los shaders del programa en el código máquina de la GPU. Se supone que los controladores Vulkan ingieren shaders ya traducidos a un formato binario intermedio llamado SPIR-V (Representación intermedia portátil estándar), análogo al formato binario en el que se compilan los shaders HLSL en Directx. Al permitir la precompilación del shader, se mejora la velocidad de inicialización de la aplicación y se puede usar una mayor variedad de shaders por escena. Un controlador Vulkan solo necesita optimizar la GPU y la generación de código, lo que permite un mantenimiento más fácil del controlador y, finalmente, paquetes de controladores más pequeños.

- Administración unificada de núcleos de cómputo y shaders gráficos, eliminando la necesidad de usar una API de cálculo separada junto con una API de gráficos.

| OpenGL                                                        | Vulkan |
| ------------------------------------------------------------- | --- |
| Una sola máquina de estado global                             | Basado en objetos sin estado global                                                                                          |
| El estado está ligado a un contexto único                     | Todos los conceptos de estado están localizados en un buffer de comando                                                      |
| Las operaciones solo se pueden ejecutar secuencialmente       | La programación con múltiples subprocesos es posible                                                                         |
| La memoria y la sincronización de la GPU suelen estar ocultas | Control explícito sobre la administración y sincronización de la memoria                                                     |
| Amplia comprobación de errores                                | Los controladores Vulkan no verifican errores en el tiempo de ejecución, hay una capa de validación para los desarrolladores |

NVIDIA señala que OpenGL sigue siendo una gran opción para muchos casos de uso, ya que tiene una complejidad y una carga de mantenimiento mucho menores que Vulkan, mientras que en muchos casos sigue brindando un excelente rendimiento general.

## Versiones

### Vulkan 1.1
En SIGGRAPH 2016, Khronos anunció que Vulkan obtendría soporte para funciones multi-GPU automáticas, similares a las que ofrece Direct3D 12.[40] El soporte multi-GPU incluido en la API elimina la necesidad de SLI o Crossfire, que requieren que las tarjetas gráficas sean del mismo modelo. En su lugar, la API multi-GPU permite a la API dividir de forma inteligente la carga de trabajo entre dos o más GPU completamente diferentes[41] Por ejemplo, las GPU integradas incluidas en la CPU pueden utilizarse junto con una GPU dedicada de gama alta para obtener un ligero aumento del rendimiento.
El 7 de marzo de 2018, el Grupo Khronos publicó Vulkan 1.1.[42] Esta primera gran actualización de la API estandarizó varias extensiones, como la multivista, los grupos de dispositivos, el uso compartido entre procesos y API, la funcionalidad de cálculo avanzada, la compatibilidad con HLSL y la compatibilidad con YCbCr. [43] Al mismo tiempo, mejoraba la compatibilidad con DirectX 12, ofrecía soporte explícito para múltiples GPU y trazado de rayos,[44][45] y sentaba las bases para la próxima generación de GPUs. 46] Junto con Vulkan 1.1, SPIR-V se actualizó a la versión 1.3.[43]

### Vulkan 1.2
El 15 de enero de 2020, el Grupo Khronos publicó Vulkan 1.2[47].[48] Esta segunda gran actualización de la API integra 23 extensiones adicionales de Vulkan probadas y de uso común en el estándar Vulkan base. Algunas de las características más importantes son "semáforos de línea de tiempo para una sincronización fácil de gestionar", "un modelo de memoria formal para definir con precisión la semántica de la sincronización y las operaciones de memoria en diferentes subprocesos" e "indexación de descriptores para permitir la reutilización de diseños de descriptores por múltiples sombreadores". Las características adicionales de Vulkan 1.2 mejoran su flexibilidad a la hora de implementar otras API gráficas sobre Vulkan, incluyendo "diseño estándar de búfer uniforme", "diseño de bloques escalares" y "uso separado de plantillas"[49].

### Vulkan 1.3
El 25 de enero de 2022, el Grupo Khronos publicó Vulkan 1.3.[50] Esta tercera gran actualización de la API integra 23 extensiones Vulkan adicionales probadas y de uso común en el estándar Vulkan base.[51] Vulkan 1.3 se centra en reducir la fragmentación haciendo que las nuevas características no sean opcionales para que un dispositivo se considere compatible con Vulkan 1.3.[50][52] Las nuevas características de Vulkan 1.3 incluyen renderizado dinámico, estado dinámico adicional, API de sincronización mejorada y perfiles de dispositivo.

### Funciones previstas
Cuando se publicó OpenCL 2.2, el Grupo Khronos anunció que OpenCL convergería en la medida de lo posible con Vulkan para permitir la flexibilidad de despliegue de software OpenCL sobre ambas APIs[53][54] Esto ha sido demostrado por Adobe Premiere Rush utilizando el compilador de código abierto clspv[55] para compilar cantidades significativas de código OpenCL C kernel para ejecutarse en un tiempo de ejecución Vulkan para su despliegue en Android[56].

## Videojuegos que soportan Vulkan
- The Talos Principle - el primer juego con soporte de Vulkan.
- Dota 2 - el soporte de Vulkan se lanzó en mayo de 2016.
- Doom - el soporte de Vulkan se lanzó en julio de 2016.
- vkQuake - un port de Vulkan fue lanzado en julio de 2016.
- Roblox - en marzo de 2017, se agregó el soporte de Vulkan.
- Star Citizen - el director de programación de gráficos para la Cloud Imperium Games, Alistair Brown, anunció en los foros oficiales de Star Citizen que Cloud Imperium ahora solo se enfocará en implementar Vulkan en Star Citizen y Squadron 42. Se eliminará el soporte para DirectX 12 ya que requeriría que los clientes usen Windows 10.
- Mad Max - los desarrolladores agregaron compatibilidad beta para Vulkan exclusivamente para el port de Linux.
- Ballistic Overkill - el soporte de Vulkan se lanzó en mayo de 2017.
- Quake III Arena Kenny Edition - Una modificación del motor Quake 3 agregó el soporte Vulkan en mayo de 2017.
- Ashes of the Singularity: Escalation - se agregará el soporte de Vulkan en una próxima versión.
- Counter-Strike 2 - el juego se transfirió al motor Source 2 y se añadió soporte a Vulkan.
- vkDoom3 - un port Vulkan de soporte Doom3 BFG fue lanzado en agosto de 2017.
- Wolfenstein II: The New Colossus - Lanzado en noviembre de 2017 con el soporte de Vulkan
- New State Mobile - Lanzado en noviembre de 2021 con el soporte de Vulkan
- F1 2017 - los desarrolladores del port de Linux (Feral Interative) solo dieron soporte Vulkan
- No Man's Sky - A partir de la edición "Beyond" (2019), se elimina el uso de OpenGL para pasar a utilizar Vulkan como API exclusiva.
- Red Dead Redemption 2 - Se soporta Vulkan y DirectX 12 de lanzamiento en PC
- World War Z - Se soporta Vulkan y Direct 11 de lanzamiento en PC
- TO4:Tactical Operations - Usa Vulkan en su versión de linux. https://www.to4.co/
- Tom Clancy's Ghost Recon Breakpoint - Se soporta DirectX 11 desde su lanzamiento y actualmente Vulkan mediante una actualización para PC.
- Tom Clancy's  Rainbow Six Siege
- Path of Exile - Soporta distintas versiones de DirectX y actualmente Vulkan en fase beta.
- Serious Sam 4 - Soporta distintas versiones de DirectX y soporte directo con Vulkan.
- Detroit: Become Human - Soporta Vulkan desde el lanzamiento.
- Zombie Army 4:Dead War - Soporta Vulkan desde su lanzamiento en PC.
- Strange Brigade - Soporta Vulkan desde su lanzamiento en PC.
- Dirt 4 - los desarrolladores agregaron  Vulkan exclusivamente para el port de Linux.
- Total War: THREE KINGDOMS - los desarrolladores agregaron  Vulkan exclusivamente para el port de Linux.
- Life is Strange 2 - los desarrolladores agregaron  Vulkan exclusivamente para el port de Linux.
- Shadow of the Tomb Raider: Definitive Edition - los desarrolladores agregaron  Vulkan exclusivamente para el port de Linux.
- Total War Saga: THRONES OF BRITANNIA - los desarrolladores agregaron  Vulkan exclusivamente para el port de Linux.
- Rise of the Tomb Raider - los desarrolladores agregaron  Vulkan exclusivamente para el port de Linux.
- Wolfenstein: Youngblood - Soporta Vulkan desde su lanzamiento en PC.
- DOOM Eternal - Soporta Vulkan desde su lanzamiento en PC.
- Rage 2 - Soporta Vulkan desde su lanzamiento en PC.
- Hollow Knight - Soporta Vulkan desde 2021, es opción por defecto en Linux.
- Left 4 Dead 2 - Soporta Vulkan por medio de una actualización en junio de 2021.
- Serious Sam Siberian Mayhem - Soporta Vulkan desde su lanzamiento en PC.
- Crusader Kings 3 -
- Asphalt Legends Unite - Se dio soporte a Vulkan en PC y Android por medio de la actualización a Asphalt Legends Unite

## Emuladores de consolas que soportan Vulkan
- Mednafen
- Dolphin
- Mupen64Plus
- RPCS3
- PPSSPP
- Xenia
- Cemu
- Yuzu
- PCSX2 (implementación en etapa temprana)
- Ryujinx
- Duckstation
- Citra